# Żyriwśke
Żyriwśke (ukr. Жирівське; hist. Żyrawa, Żerawa) – wieś na Ukrainie. Należy do rejonu stryjskiego (do 2020 roku do rejonu żydaczowskiego) w obwodzie lwowskim i liczy 331 mieszkańców. Środkiem wsi płynie Lubeszka, dopływ Dniestru.
Za II Rzeczypospolitej do 1934 roku wieś stanowiła samodzielną gminę jednostkową w powiecie żydaczowskim w woj. stanisławowskim. W związku z reformą scaleniową została 1 sierpnia 1934 roku włączona do nowo utworzonej wiejskiej gminy zbiorowej gminy Ruda w tymże powiecie i województwie. 
W 1940 NKWD zesłało na Syberię 7 rodzin miejscowych Polaków. W 1944 nacjonaliści ukraińscy z OUN-UPA zamordowali tutaj 6 Polaków oraz 3 Ukraińców za pomaganie Polakom.
Po wojnie wieś weszła w struktury administracyjne Związku Radzieckiego.